# Církev Všemohoucího Boha
Církev Všemohoucího Boha (Východní Blesk) (čínsky: 東方閃電/东方闪电; pchin-jin: Dōngfāng Shǎndiàn), který upřednostňuje název Církev Všemohoucího Boha (čínsky: 全能神教會/全能神教会; pchin-jin: Quánnéng Shén Jiàohuì), je novým náboženským hnutím v Číně v roce 1991, ke kterému čínské vládní zdroje připisují tři až čtyři miliony členů, ačkoliv akademici považují tato čísla za přehnaná. Název „Východní blesk“ je převzat z Nový zákon, Evangelium podle Matouše 24:27: „Neboť jako blesk ozáří oblohu od Východu až na západ, takový bude příchod Syna člověka.“ Jeho základní učení je založeno na tom, jak se Ježíš Kristus vrátil na Zem převtělený do Všemohoucího Boha (全能神), jenže tentokrát ne jako muž, ale jako čínská žena. Hnutí označují čínské úřady jako tzv. xie jiao (termín často překládaný jako „zlý kult“, ale ve skutečnosti používaný již od doby Dynastie Ming jako označení „neortodoxního učení“) a je stíháno za několik zločinů, včetně nechvalně známého případu Vraždy v McDonald’s v Zhaoyuanu. Křesťanští oponenti a mezinárodní média ji následně popsali jako kult, dokonce i jako „teroristickou organizaci“. Církev popírá všechna obvinění a jsou zde akademici, kteří dospěli k závěru, že některá obvinění jsou skutečně nepravdivá nebo přehnaná.

## Dějiny

### 1989 Oživení a Shouters
Ačkoliv se hnutí nikdy nezmínilo o jejím konkrétním jménu ani o biografických detailech (i když přiznává, že je to žena) a varuje, že veškeré informace, poskytované vnějšími zdroji, mohou být špatně, několik akademiků se domnívá, že identifikuje převtěleného Všemohoucího boha s čínskou ženou Yang Xiangbin (1973), která se narodila v severozápadní Číně. V roce 1989, během oživení čínských nezávislých církví, osoba identifikovaná hnutím jako Všemohoucí Bůh, formálně vstoupila do hnutí Domovní církve (Čína), tj. Protestantské církve, nezávislé na vládě, a začala vyprávět slova, která následovníci porovnávali za autoritu a moc těm, které vyjádřil Ježíš Kristus. V té době navštěvovala setkání skupin, založených Witnessem Lee, známých jako Místní církve na Západě a jako Shouters v Číně, stejně jako většina jejích počátečních oddaných. Mnoho věřících v hnutí Čínské Domovní církve věřilo, že tato slova pocházela od Ducha svatého a začala je číst ve svých shromážděních v roce 1991, takže původ církve může být datován až do tohoto roku, ačkoliv teprve v roce 1993 osoba, která byla zdrojem těchto zpráv byla uznávána jako Kristus, převtělený Bůh a jediný pravý Bůh a Církev Všemohoucího Boha se objevila pod tímto jménem.

### Zhao Weishan
Mezi těmi, kdo přijali osobu a poselství Všemohoucího Boha, byl Zhao Weishan (čínsky: 赵维 山, narozen 12. prosince 1951), vůdce nezávislé skupiny Shouters. Zatímco někteří akademici považují Zhaa za zakladatele hnutí, jiní věří, že je to kvůli předpojatosti v čínských pramenech, které jednoduše nepřijmuli fakt, že tak velké náboženské hnutí bylo založeno ženou, a že titul "zakladatele" Církve Všemohoucího by měl být spíše připsán osobě ženského pohlaví, jelikož hnutí vidí Všemohoucího Boha jako ženu. Podle australské akademičky Emily Dunnové v roce 1991 měla organizace více než tisíc členů. Poté, co byl vyšetřen a stíhán místní policejní jednotkou, Zhao opustil Heilongjiang a pokračoval v rozšiřování organizace v okrese Qingfeng, Henan. Později byl jmenován jako vůdce a kněz Všemohoucího Boha. Církev trvá na tom, že je osobně vedena a organizována osobou, kterou uznává za Všemohoucího Boha, a že Zhao, "člověk, kterého používá Duch Svatý", je administrativním předsedou hnutí.

### Rozšíření a represe
Čínská vláda již od počátku podezírala Církev Všemohoucího Boha kvůli jejímu protikomunistickému učení a silné utlačovaní v polovině devadesátých let se zaměřovalo na Shouters a Církev Všemohoucího Boha, jejichž teologické rozdíly čínským orgánům neseděli. V roce 2000 odešli Zhao a Yang do Spojených států, kam dorazili 6. září a v roce 2001 dostali politický azyl. Od té doby žijí a řídí hnutí z New Yorku. Začátkem roku 2009 byl zatčen čínskými úřady He Zhexun, který měl na starosti chod církve v Číně. Dne 17. července 2009 byla zatčena čínskou policií Ma Suoping (žena, 1969–2009), která převzala roli He Zhexuna, a zemřela ve vazbě.
Navzdory vládnímu utlačovaní a skutečnosti, že někteří představitelé hlavních křesťanských církví obviňují Církev Všemocného Boha z kacířství, církev v Číně rostla a podle oficiálních čínských zdrojů dosáhla v roce 2014 tří nebo dokonce čtyř milionů členů, ačkoliv akademici považují tyto údaje za přehnané. Důsledkem vraždy v provozovně McDonaldu ve městě Zhaoyuan z roku 2014 zesílilo utlačování v Číně, a několik tisíc členů uprchlo do zahraničí, kde založili církve v Jižní Koreji, Spojených státech, Itálii, Francii, Španělsku, Kanadě a dalších zemích, včetně těch, které založili v Hongkongu a na Tchaj-wanu, přičemž do hnutí se zapojili i nečínští členové. Důsledkem diaspory bylo, že v zemích, kde Církev všemohoucího Boha mohla svobodně fungovat, vzkvétala umění, zejména malby a filmy a některé filmy dokonce získaly ocenění na křesťanských filmových festivalech.

## Víra

### Tři věky
"Východní Blesk" je podle církve Ježíš Kristus, který se vrací jako Všemohoucí Bůh na zemi na východě Číny, aby otevíral třetí věk lidstva, Věk království, který se řídí Věkem zákona, tj. období Starého zákona a Věku milosti, který šel od narození Ježíše k příchodu Všemohoucího Boha v 20. století. S Ježíšovou obětí na kříži byly odpuštěny hříchy lidí, ale jejich hříšná povaha nebyla vymýcena. Ve věku království Všemohoucí Bůh pracuje na vymýcení této hříšné povahy. Podle vlastních slov Všemohoucího Boha: "Celý můj plán řízení, který se rozkládá na šest tisíc let, sestává ze tří etap nebo tří věků: Věku zákona na počátku, Věku milosti (což je také Věk vykoupení) a Věku království v posledních dnech. Moje práce v těchto třech věkových kategoriích se liší v obsahu podle povahy každého věku, avšak v každé fázi odpovídá potřebám člověka" a: "Ačkoliv Ježíš dělal hodně práce mezi lidmi, dokončil jen vykoupení celého lidstva a stal se lidskou obětí za hřích a neodvrátil člověka od všech svých zkažených dispozic. ...A tak, po odpuštění jeho hříchů, se Bůh vrátil k tělu, aby vedl člověka do nového věku."

### Svaté písmo
V Církvi Všemohoucího Boha je Bible přijímána jako svaté písmo pro Věk zákona a Věk milosti, i když se tvrdí, že „zaznamenané lidmi, obsahuje zprávy od Boha a některé pravdivé názory, které je užitečné znát. Boží dílo ve Věku zákona a Věku milosti, ale také nese řadu lidských omylů." V naší době se církev domnívá, že najdeme bezpečnějšího průvodce ve výrocích Všemohoucího Boha, které jsou zaznamenány v masivní knize „The Word Appears in the Flesh“ (Slovo se objevuje v těle), skládající se z více než jednoho milionu slov, které se zabývají řadou otázek o posvátné historii, teologii, etice a duchovnosti a hnutí ji považuje za normu.

### Milenialismus
Církev všemohoucího Boha učí formu milenialismu. Věk království nesmí být zaměňován s Věkem tisíciletého království, budoucím časem po apokalyptických katastrofách prorokovaných v Bibli, kdy budou ve všech zemích přijata poselství Všemocného Boha, lidská hříšná povaha se změní a lidé, vyčištěni Božím dílem, budou žít na zemi věčně. Podle církve po tom, co převtělený Všemohoucí Bůh (který nežije navždy na Zemi) dokončí dílo boží, budou v posledních dnech následovat katastrofy popsané v knize Zjevení svatého Jana ve formě hladomorů, zemětřesení a válek. Nicméně „Země nebude zničena a ti, kteří jsou očištěni Bohem, budou zachráněni v kataklyzmatech posledních dnů a budou žít navěky na Zemi." Podle amerického akademika Hollyho Folka „rozdělení dějin na několik ér odráží vliv Plymouthských bratří a dalších evangelikálních misionářů v Číně. Dispenzacionalismus, metoda biblické interpretace, která podporuje kosmický pohled na historii, zahrnující období konce světa, byla vyvinuta v devatenáctém století John Nelson Darby,“ ačkoliv jsou zde také neshody mezi Darbym a Církví Všemohoucího Boha.

### Velký červený drak
Církev Všemohoucího Boha věří, že Všemohoucí Bůh se vrátil ve formě Ježíše v dnešní době a narodil se v Číně, zemi, která podle církve představuje zároveň místo, kde zlo Velkého červeného Draka z Knihy Zjevení projevuje sám v podobě Čínské komunistické strany a kde se musí také projevit druhý příchod Ježíše Krista. Jak poznamenala Emily Dunnová, teologická identifikace Velkého červeného draka s politickou mocí, která pronásleduje křesťany, nebyla vynalezena Církví Všemohoucího Boha, ale má dlouhou tradici mezi čínskými křesťany, včetně Shouters.

### Absence svátostí, uctívání
Církev Všemohoucího Boha věří, že veškeré obyčeje a svátosti (včetně křtu) jsou praktiky Věku milosti a nemají místo ve Věku království. V Církvi všemohoucího Boha neexistuje tedy žádný křest a člověk se stane členem církve tím, že uzná, že převtělený Všemohoucí Bůh je Druhým příchodem Ježíše Krista, bude ochoten se modlit ve jménu Všemohoucího Boha a bude schopen porozumět a přijímat víry Církve Všemohoucího Boha. Absence svátostí neznamená, že shromažďování, modlení a uctívání Boha není pro členy Církve Všemohoucího Boha důležité. „Společenstvo" se pravidelně setkává a diskutuje o svých posvátných písmech, poslouchá kázání, zpívá hymny a sdílí svědectví; Italský učitel Massimo Introvigne konstatuje, že v tomto smyslu „intenzita náboženského života kontrastuje s minimalistickým stylem uctívání".

## Kontroverze
Obvinění z vážných zločinů proti Církvi Všemohoucího Boha, která se často objevuje v médiích, pochází ze dvou zdrojů: Komunistické strany Číny a dalších křesťanských církví. Čínská vláda a média pravidelně obviňují Církev Všemohoucího Boha ze zločinů. Nejčastější obvinění se týká čtyř hlavních událostí: Vražda v provozovně McDonaldu ve městě Zhaoyuan (Zhaoyuan McDonald's Cult Murder) z roku 2014, který byl v centru dění zpravodajské služby BBC World Service ve stejném roce, vytrhnutí očí mladého chlapce v roce 2013 v Shanxi, únos křesťanských představitelů v roce 2002 a nepokoje, související s oznámeními, že v roce 2012 nastane konec světa.
Čínské oficiální zdroje také příležitostně uvádějí další obvinění: že vzpoury byly podněcovány církví v roce 1998 v okrese Hetang, městě Zhuzhou, Hunan, kde údajně obětem zlomili ruce a nohy a uřízly uši; že v roce 2010 členové zabili žáka základní školy a zanechali na jedné noze oběti známku blesku, protože jeden z jeho příbuzných opustil církev; a že za neznámého data následovnice Východního blesku zabila svého otce, než se přiznala na úřadu veřejné bezpečnosti.
V roce 2017 byli do Hejanu pozvaní západní akademici, včetně Massimo Introvigne a Hollyho Folka, kteří studovali církev, oficiální asociace China Anti-Cult na konferenci o nebezpečných kultech a Církvi všemohoucího boha. Druhou konferenci uspořádala v roce 2017 stejná Čínská protikulturní sdružení v Hongkongu a akademici z čínských orgánů, činných v trestním řízení, obdrželi informace a doklady o zločinech, které druhé považovaly Církev všemohoucího Boha za vinnou. Poznamenali, že dodatečná obvinění jsou méně častěji zmíněna a méně podporována dokumenty, týkajícími se obvinění ze čtyř hlavních událostí.

### Vražda v provozovně McDonald’s ve městě Zhaoyuan
28. května 2014 šest „misionářů", kteří prohlašovali, že reprezentují „Všemohoucího Boha", vyvolalo národní výtržnost, když zaútočili a zabili ženu v restauraci McDonald's ve městě Zhaoyuan v provincii Shandong v Číně. Zhang Lidong (张 立冬), hlavní útočník v tom, co se stalo známým jako Vražda na pobočce McDonald’s ve městě Zhaoyuan, během rozhovoru s novinářem CCTV tvrdil, že subjekt odmítl žádost jeho dcery o telefonní číslo a byl nazván „zlým duchem" (邪灵), který podnítil šest „misionářů" k útoku. Zhang podrobně popsal, jak mlátili hlavou oběti o zem asi tři minuty a že se „cítil skvěle", ale záměrně se vyhýbal otázkám ohledně organizace, do níž patřil, a jeho hodnosti v náboženské skupině. Pět z „misionářů" (šestý byla mladistvá dívka) bylo odsouzeno 10. října. Dva z nich byli odsouzeni k smrti a popraveni v roce 2015, jeden k doživotnímu vězení a další dva od sedmi do deseti let vězení.
Vražda v McDonaldu byla později studována akademiky nových náboženských hnutí, jako je Emily Dunn, David Bromley a Massimo Introvigne. Dospěli k různým závěrům, pokud jde o starší zprávy většiny čínských a západních médií, a tvrdili, že vrazi jsou součástí malého nezávislého kultu, který není spojen s Východním bleskem a který používal slova „Všemohoucí Bůh" jako označení jeho dvou ženských vůdců, Zhang Fan (dceři Zhanga Lidonga, která byla popravena v roce 2015) a Lü Yingchun.. U soudu obžalovaní výslovně uvedli, že ačkoliv oba užívali jméno „Všemohoucí Bůh", jejich skupina a Církev Všemohoucího Boha vedená Zhao Weishanem byly dvě různé organizace. Jedna z vůdkyň, Lü Yingchun, prohlásila, že: „Stát označil Zhao Weishanovu falešnou Církev Všemohoucího Boha jako zlý kult, a my ji označujeme jako ‚zlé duše.‘ Pouze Zhang Fan a já ... jsme mohli reprezentovat skutečnou „Církev Všemohoucího Boha". Zhang Fan a já jsme jediní mluvčí skutečného „Všemohoucího Boha". Vláda sledovala Všemohoucího Boha, ve kterého věří Zhao Weishan, nikoliv „Všemohoucího Boha", o kterém se zmiňujeme my. Je to falešný „Všemohoucí Bůh", zatímco my máme skutečného „Všemohoucího Boha.““

### Případ Guo Xiaobin
24. srpna 2013 žena vytrhla oči mladého chlapce jménem Guo Xiaobin v Shanxi. Chlapec byl později mezinárodně známý úspěšnou operací oční protézy, provedenou v Shenzenu. Po Vraždě v McDonaldu v Zhaoyuanu některá čínská média připisovala zločin členům Církve Všemohoucího Boha. Studie amerického akademika Hollyho Folka, napsaná po jeho účasti na dvou konferencích v roce 2017, organizovaných Čínskou asociací proti kultům, si všimla, že čínská policie uzavřela případ v září 2013 tím, že dospěla k závěru, že zločin byl spáchán tetou Guo Xiaobina, a nemá nic společného s Církví Všemohoucího Boha. Teprve po vraždě v McDonaldu roce 2014 začali někteří čínští anti-kultoví aktivisté v souvislosti s incidentem zmiňovat Církev všemohoucího Boha. Folk také poznamenal, že obvinění z vytrhnutí očí z čínských obětí byly společným tématem čínské anti křesťanské propagandy od nejméně 19. století.

### Obvinění z únosů Křesťanských představitelů
Někteří vůdci jiných křesťanských církví obvinili Církev Všemohoucího Boha jak z „kacířství", tak z „kradení ovcí" skrze zvrhlé strategie. Obvinění zahrnují tvrzení, že v roce 2002 Církev Všemohoucího Boha unesla třicet čtyři vůdců čínského evangelického společenství (CGF), aby je překonvertovala do svojí církve. Řada křesťanů na Západě shledala obvinění věrohodným. Ve studii, která vyšla v roce 2018, Introvigne zjistil nesrovnalosti v příběhu, který publikoval Čínské evangelické společenství, zdálo se mu divné, že nebyl nikdo zatčen nebo odsouzen k soudu za trestný čin a dospěl k závěru, že není nemožné, že se Čínské evangelické společenství jednoduše pokusilo dojít ke spravedlnosti za to, že mnoho jeho členů, včetně národních vůdců, přešlo k Církvi všemohoucího Boha, ačkoliv jsou i nadále možné další výklady.

### Předpovědi konce světa 2012
Prognóza apokalypsy soudného dne, týkající se roku 2012, měla širokou popularitu v Číně, kde byl film 2012 populární a několik podnikatelů vydělalo výrobou a prodejem „archy", nutné k přežití údajné apokalypsy. V globálním rámci fenoménu 2012, založeného na proroctvích připsaných civilizaci Mayů, byla Církev Všemohoucího Boha obviněna z předpovědi konce světa pro rok 2012, což vyvolalo nepokoje a dokonce i zločiny v Číně. Bezprostředně před konečným termínem „Maya“ z 21. prosince 2012 čínská vláda zatkla 400 členů Východního blesku ve střední Číně a až 1000 z jiných provincií Číny. Čínské úřady rovněž tvrdily, že jistý Ming Yongjun, který říkal, že byl motivován proroctvími z dějin dnešní církve, bodl starší ženu a 23 studentů ve škole v provincii Henan.
Australská akademička Emily Dunnová zmínila v první vědecké knize věnované Církvi Všemocného Boha v roce 2015, že několik členů Východního Blesku naplňovalo Mayskou předpověď, ale zdá se, že to dělali, aniž by byli postihnuti zvoleným vedením skupiny, která mimo jiné prohlásila „Mayskou“ a jiné teorie o konci světa jako teologicky a fakticky mylné.
Introvigne poznamenal, že pohled členů Církve všemohoucího Boha, kteří přijali a rozšířili proroctví o konci světa v roce 2012, z nichž někteří byli vyloučeni z církve, „nebylo v souladu s teologií církve. Všemohoucí Bůh neoznámí konec světa, ale jeho transformaci. A k tomu nedojde předtím, než bude dokončena práce Všemocného Boha na Zemi", tj. předtím, než člověk, uznaný za Všemohoucího Boha odejde, zatímco byl v roce 2012 naživu a zdráv.

## Problematika uprchlíků
Zvláště po opatřeních po vraždě v McDonaldu v roce 2014 tisíce členů Církve všemohoucího Boha uniklo do Jižní Koreje, USA, Kanady, Itálie, Francie, Austrálie a dalších zemí, které hledaly status uprchlíka. Zatímco orgány v některých zemích tvrdí, že neexistují dostatečné důkazy o tom, že žadatelé o azyl byli pronásledováni, někteří zahraniční experti čelí tomu, že církev všemohoucího Boha je pronásledována jako hnutí, stačí k závěru, že členové budou čelit vážným rizikům, pokud se vrátí do Číny.

## Falešné zprávy
Církev všemohoucího Boha tvrdí, že je obětí kampaní falešných zpráv, vytvořených Čínskou komunistickou stranou. Stojí si za tím, že některé letáky a bannery, zobrazené na čínských a západních webových stránkách jako důkaz svých proroctví z roku 2012, byly ve skutečnosti buď vyrobeny nebo odvozeny ze změn pomocí Photoshopu a dalších technik, existujících materiálů Církve všemohoucího boha. Církev také odsoudila existenci falešného webu ve Velké Británii „Církev všemohoucího boha Velké Británie". Pokusy Církve Všemohoucího Boha o jeho odstranění byly dosud neúspěšné, navzdory tomu, že akademici tvrdí, že to, že web nepředstavuje postoje a teologii Církve všemohoucího Boha, by mělo být jasné každému, kdo ji zná. „Prohlášení o webových stránkách napodobujících církev všemohoucího boha“ vydala církev, která tuto událost odsoudila.